# Кембриджская бизнес-школа
Кембриджская бизнес-школа (англ. Cambridge Judge Business School, Кембриджская бизнес-школа Джаджа) — британская бизнес-школа, функционирующая в Кембриджском университете, является частью факультета бизнеса и менеджмента (который, в свою очередь, относится к Школе технологий). Основная программа обучения — MBA.

## История
Школа основана в 1990 году как Институт менеджмента. В 1993 году средствами бизнесмена и политика Пола Джаджа (англ. Paul Judge) и траста Monument было профинансировано строительство здания школы, архитектором проекта выбран Джон Аутрэм (John Outram), строительство было завершено в августе 1995 года, на церемонии открытия присутствовала королева Елизавета II.
В сентябре 2005 года школа была переименована в Бизнес-школу Джаджа, в 2010 году к названию добавлено упоминание Кембриджа.

## Рейтинги
Программа стабильно занимает высокие места в мировых и европейских рейтингах. На протяжении последних лет показывает уверенный рост.
Так согласно Financial Times в 2016 году, программа заняла 10-е место в мире, хотя в 2015 году занимала 13-е и в 2013 году только 16-е место в мире .
В 2012 году по данным QS Global 200 Business Schools Report школа заняла 10-е место в Европе.
В 2011 году по данным The Economist программа MBA школы заняла 4-е место в Великобритании, 10-е в Европе и 33-е в мире.

## MBA
Программа MBA — годичная, рассчитана приблизительно на 150 студентов в год. Средний результат по экзамену GMAT в районе 684 баллов, кроме GMAT, абитуриенты обязаны предоставить подтверждения способности обучаться в англоязычном университете (свидетельства о сдаче экзаменов IELTS, TOEFL или диплом об успешном окончании англоязычного вуза). Средний возраст студентов — 30 лет

## Master of Studies in Entrepreneurship
Master of Studies in Entrepreneurship (MStE) ––  это двухгодичная академическая программа с частичной занятостью, направленная на развитие успешных предпринимателей и поддержку роста бизнес-проектов. MStE сочетает онлайн модули с очными сессиями, объединяя теоретические концепции с практическими навыками и предоставляя возможности для создания ценных профессиональных связей. Учебный план включает ключевые курсы по генерации идей, исследованию целевой аудитории, развитию стратегических навыков и управления командами.
В программе участвуют студенты средний возраст которых составляет 31 год, представляющие 30 разных отраслей. Программу «Магистр предпринимательства» возглавляет доктор Моник Ингрид Боддингтон, доцент практики менеджмента.

## Другие программы обучения
Также в бизнес-школе реализуется обучение по программам Executive MBA (с 2008 года, годичная программа из 16-ти недель по выходным, и трёх цельных недельных блоков), MFin (одногодичная) и MPhil (для бакалавров без опыта работы, с возможностью продолжения обучения по программе PhD). Также проводятся курсы для руководителей компаний и предприятий продолжительностью 2—3 недели.